# Банда (округ)
Банда (англ. Banda, гінді बांदा जिला) — округ у індійському штаті Уттар-Прадеш, адміністративним центром якого є однойменне місто.
Серед міст округу — містечко Тіндварі.
| Індія | Це незавершена стаття з географії Індії. Ви можете допомогти проєкту, виправивши або дописавши її. |